# 디나 가리포바
디나 파기모브나 가리포바(러시아어: Дина Фагимовна Гарипова, 타타르어: Динә Фәһим кызы Гарипова 디나 파힘 키지 가리포바, 1991년 3월 25일 젤레노돌스크 ~)는 타타르인 러시아 가수이다. 2012년 러시아 오디션 프로그램인 голос에 우승하며 경력을 쌓아갔다. 그녀는 자국의 유로비전 대표 선출 프로그램에서 우승하여 "What If"라는 곡으로 유로비전 송 콘테스트 2013에 참가하였다. 대회에서 5위를 차지하며 끝냈다.

## 경력
그녀는 의사 부모님 사이에서 태어났고, 6살 때 "Zolotoy mikrofon" (황금 마이크) 학교에서 그녀의 코치인 Elena Antonova와 음악공부를 시작하였다. 카잔 볼가 연방 대학에서 언론학을 공부하였다. "Zolotoy mikrofon"을 졸업하며 Gabdelfat Safin 투어를 돌기도 하였다. 그녀의 음역대는 2.4 옥타브이다.
FC 루빈 카잔의 팬이다.

## 음반 목록

### 싱글
| 연도 | 제목      | 최고 수위 | 최고 수위 | 최고 수위 | 최고 수위 | 앨범 |
| 연도 | 제목      | 독일      | 네덜란드  | 스위스    | 영국      | 앨범 |
| ---- | --------- | --------- | --------- | --------- | --------- | ---- |
| 2013 | "What If" | 78        | 51        | 75        | 161       | -    |

## 같이 보기
- 유로비전 송 콘테스트 2013